# Умберто Барберіс
Умберто Барберіс (нім. Umberto Barberis, нар. 5 червня 1952, Сьйон) — швейцарський футболіст, що грав на позиції півзахисника. Виступав, зокрема, за клуби «Серветт» та «Монако», а також національну збірну Швейцарії. Футболіст року в Швейцарії (1975, 1979, 1980).
По завершенні ігрової кар'єри — тренер. Працював з швейцарськими, марокканськими та еміратськими командами.

## Клубна кар'єра
Народився 5 червня 1952 року в місті Сьйон. Вихованець футбольної школи клубу «Сьйон». Дорослу футбольну кар'єру розпочав 1970 року в основній команді того ж клубу, в якій провів п'ять сезонів, взявши участь у 106 матчах чемпіонату. Більшість часу, проведеного у складі «Сьйона», був основним гравцем команди. За цей час виборов титул володаря Кубка Швейцарії у 1974 році.
У сезоні 1975/76 Барберіс грав за «Грассгоппер», після чого перейшов у «Серветт», провівши там чотири сезони. Протягом цих років додав до переліку своїх трофеїв титул чемпіона Швейцарії та двічі ставав володарем Кубка Швейцарії. Також у 1979 та 1980 роках його було визнано найкращим футболістом Швейцарії, хоча вперше це звання він отримав ще в 1975 році.
Своєю грою за останню команду привернув увагу представників тренерського штабу французького клубу «Монако», до складу якого приєднався 1980 року. Відіграв за команду з Монако наступні три сезони своєї ігрової кар'єри і у сезоні 1981/82 допоміг команді виграти чемпіонат Франції. Граючи у складі «Монако» здебільшого виходив на поле в основному складі команди, провівши усього 121 гру в усіх турнірах і забивши 36 голів. Також у 1981 та 1982 роках разом із польським нападником Анджеєм Шармахом визнавався найкращим іноземним гравцем чемпіонату Франції.
1983 року Барберіс повернувся у «Серветт», з яким ще по разу виграв чемпіонат та Кубок Швейцарії і 1986 року завершив ігрову кар'єру.

## Виступи за збірну
11 травня 1976 року дебютував в офіційних матчах у складі національної збірної Швейцарії в товариській грі проти Польщі (2:1), в якій забив гол.
Загалом протягом кар'єри у національній команді, яка тривала 10 років, провів у її формі 54 матчі, забивши 7 голів.

## Кар'єра тренера
Розпочав тренерську кар'єру невдовзі по завершенні кар'єри гравця, 1987 року, очоливши тренерський штаб клубу «Лозанна».
1993 року став головним тренером команди «Сьйон», тренував команду зі Сьйона один рік.
Згодом протягом 1995—1996 років очолював тренерський штаб клубу «Серветт».
2001 року прийняв пропозицію попрацювати у клубі «Лозанна». Залишив швейцарську команду 2002 року, після чого у 2004—2007 роках очолював клуб «Больм».
У 2007 році недовго знову був головним тренером команди «Лозанна», після чого вдруге очолив ще одну команду, «Сьйон», з якою пропрацював до 2009 року.
На завершення тренерської кар'єри працював за кордоном, очолюючи марокканські клуби «Кенітра» та «Ренессанс Беркан», а останнім місцем тренерської роботи був клуб «Дубай», головним тренером команди якого Умберто Барберіс був з 2013 по 2014 рік.

## Титули і досягнення
- Чемпіон Швейцарії (2):

«Серветт»: 1978/79, 1984/85
- Чемпіон Франції (1):

«Монако»: 1981/82
- Володар Кубка Швейцарії (4):

«Сьйон»: 1973/74
«Серветт»: 1977/78, 1978/79, 1983/84

## Особисте життя
Його син, Себастьєн Барберіс (нар. 1972), також був професіональним футболістом і грав за «Серветт».